# Aeropuerto Internacional de Broome
El Aeropuerto Internacional de Broome (código IATA: BME, código OACI: IBRM) es un aeropuerto regional, localizado en Broome, Australia.

## Aerolíneas y destinos

### Destinos nacionales
| Aerolíneas        | Destinos                                             |
| ----------------- | ---------------------------------------------------- |
| Airnorth          | Darwin, Kununurra                                    |
| Nexus Airlines    | Darwin, Geraldton, Karratha, Kununurra, Port Hedland |
| Qantas            | Perth Estacional: Melbourne, Sídney                  |
| QantasLink        | Perth                                                |
| Skippers Aviation | Fitzroy Crossing, Halls Creek                        |
| Virgin Australia  | Perth Chárter: West Angelas                          |